# 11521 Erikson
11521 Erikson è un asteroide della fascia principale. Scoperto nel 1991, presenta un'orbita caratterizzata da un semiasse maggiore pari a 3,1497527 UA e da un'eccentricità di 0,1711768, inclinata di 2,14348° rispetto all'eclittica.